# Nii Amaa Ollennu
Pour les articles homonymes, voir Ollennu.
 (juin 2021).
Nii Amaa Ollennu, né le 21 mai 1906 à Accra (Côte-de-l'Or) et mort le 22 décembre 1986, est un homme politique ghanéen. Il est président du Parlement du Ghana d'octobre 1969 à janvier 1972, et président par intérim du Ghana en août 1970, en sa qualité de président de la commission présidentielle.

## Avocat
Nii Amaa Ollennu travaille comme avocat dans la colonie britannique de la Côte-de-l'Or à partir de 1940. Il devient juge et publie plusieurs livres sur des sujets juridiques. Son domaine d'expertise est le droit foncier. Il est également actif au sein de l'Alliance mondiale des églises réformées.

## Parcours politique
Nii Amaa Ollennu est brièvement président du Parti national démocratique (en) (NDP), un petit parti politique pendant la période d'indépendance de la colonie de la Côte-de-l'Or. Après que le premier parti ghanéen, l'United Gold Coast Convention (en) (UGCC), est devenu le Parti de la convention du peuple (CPP) à l'instigation de Kwame Nkrumah, une partie de ses membres rejoint le NDP pour former le Ghana Congress Party (en). Une lutte éclate alors pour la suprématie dans le nouveau parti entre Ollennu et Joseph Boakye Danquah, l'ancien président de l'UGCC.
Cette lutte pour le pouvoir prend fin grâce à Ollennu, qui se retire de la vie politique au profit de sa carrière juridique.

## Chef de l’État
Le 7 août 1970, Ollennu succède au général Akwasi Afrifa en tant que président de la commission présidentielle, qui fonctionne comme un conseil présidentiel provisoire. Avec la passation de pouvoir au président élu Edward Akufo-Addo, son court mandat se termine le 31 août 1970, et le gouvernement militaire qui existait depuis le coup d'État du 24 février 1966 prend fin.

## Famille
Sa fille Amerley Ollennu Awua-Asamoa, née en 1956, est nommée ambassadrice au Danemark et ambassadrice non résidente en Suède, en Finlande et en Islande en 2017. Il a d'autres enfants issus de plusieurs mariages.